# Kristin Hildebrand
Kristin Hildebrand (née Richards le 30 juin 1985 à Provo) est une joueuse de volley-ball américaine. Elle mesure 1,85 m et joue au poste de réceptionneuse-attaquante. Elle totalise 135 sélections en équipe des États-Unis. Elle est mariée au entraineur américaine, Tyler Hildebrand.

## Clubs
| Club                    | De        | À         |
| ----------------------- | --------- | --------- |
| Stanford University     | 2003-2004 | 2005-2006 |
| États-Unis              | 2007-2008 | 2007-2008 |
| Fakel Novy Ourengoï     | 2008-2009 | 2008-2009 |
| Omitchka Omsk           | 2009-2010 | 2009-2010 |
| Lokomotiv Bakou         | 2010-2011 | 2010-2011 |
| Spes Volley Conegliano  | oct 2011  | déc 2011  |
| River Volley Piacenza   | jan 2012  | mai 2012  |
| Yeşilyurt İstanbul      | 2012-2013 | 2012-2013 |
| Campinas Voleibol Clube | 2013-2014 | 2013-2014 |
| Fenerbahçe İstanbul     | 2014-2015 | 2014-2015 |
| Impel Wrocław           | 2015-2016 | …         |

## Palmarès

### Équipe nationale
- Championnat du monde
  - Vainqueur : 2014.
- Grand Prix mondial
  - Vainqueur : 2012.
- Coupe panaméricaine
  - Vainqueur : 2012, 2013[3]2015[4]
- Championnat d'Amérique du Nord
  - Vainqueur : 2013.
- World Grand Champions Cup
  - Finaliste : 2013.
- Jeux Panaméricains
  - Vainqueur : 2015.

### Clubs
- Supercoupe de Turquie
  - Finaliste : 2014.
- Coupe de Turquie
  - Vainqueur: 2015.
- Championnat de Turquie
  - Vainqueur: 2015.
- Challenge Cup
  - Finaliste : 2011.

### Distinctions individuelles
- Coupe panaméricaine de volley-ball féminin 2012: Meilleure marqueuse et MVP.